# Watertoren ('s-Hertogenbosch Hinthamereinde)
De watertoren van 's-Hertogenbosch gelegen aan het Hinthamereinde, is gebouwd in 1885. 
Het heeft een hoogte van 30,84 meter en twee waterreservoirs van 180 m3. De architect van dit gebouw is J. Kalff (Niet de Amsterdamse stedenbouwkundige, maar een hoofdingenieur van de Staatsspoorwegen). De watertoren is gebouwd na de afschaffing van de vestingwet. Het gebied langs de Aa waar het op gebouwd is, lag vroeger buiten de stadswallen, later werd het bij de stadsomwalling gevoegd en kreeg het de naam Hinthamereinde. Sinds 1974 is de watertoren op non-actief gesteld.
Voordat het gebouw in 2010-2012 gerestaureerd werd, was er een inloopcentrum voor jongeren in gehuisvest. Na de restauratie werd het aanvankelijk in gebruik genomen door een kunstenaarscollectief. Daarna werd de toren een bedrijfsverzamelgebouw, met daarin ook een horecavoorziening.
De watertoren heeft de status van rijksmonument.
Almkerk
Oude · 
Nieuwe · 
Bergen op Zoom · 
Breda
(Speelhuislaan ·
Wilhelminasingel) · 
Dinteloord · 
Dongen · 
Eindhoven
(Willem Elsschotlaan ·
TU ·
Anton Coolenlaan) · 
Etten-Leur
(Oude ·
Isover) · 
Fijnaart · 
Gilze ·
Heeswijk · 
Helmond
(Oude ·
Raaijmakers ·
Torenstraat) · 
's-Hertogenbosch
(Hinthamereinde ·
Michelin) · 
Hooge Zwaluwe · 
Kaatsheuvel · 
Oss
(Oude ·
Nieuwe) · 
Raamsdonksveer · 
Roosendaal · 
Stampersgat · 
Steenbergen
(Oude · 
Nieuwe · 
Tilburg · 
Udenhout
(Assisië ·
Vincentius) ·
Vught · 
Waalwijk · 
Zevenbergen
(Oude ·
Nieuwe) ·